# 1973 v hudbě
Tento článek obsahuje události související s hudbou, které proběhly v roce 1973.

## Události
- Led Zeppelin odehráli sérii tří koncertů v Madison Square Garden v New Yorku, na nichž byl pořízen záznam pro film a soundtrack album The Song Remains the Same.
- Vydáno úspěšné album The Dark Side of the Moon kapely Pink Floyd.
- Vydáno nejúspěšnější album Eltona Johna – Goodbye Yellow Brick Road.

### Televizní hudební pořady
začátek vysílání
- Sejdeme se na Vlachovce (Česko)

## Narození
- 24. květen – Ruslana, ukrajinská zpěvačka, skladatelka, producentka, pianistka a politička

## Úmrtí
- 29. května – P. Ramlee, malajský herec a zpěvák (* 22. března 1929)

## Alba
domácí
zahraniční
- 3+3 – Isley Brothers
- A Nice Pair – Pink Floyd
- A Passion Play – Jethro Tull
- A Wizard, A True Star – Todd Rundgren
- Aerosmith – Aerosmith
- African Herbsman – Bob Marley and the Wailers
- Aladdin Sane – David Bowie
- Aloha from Hawaii Via Satellite – Elvis Presley
- Angel Clare – Art Garfunkel
- Angel's Egg – Gong
- Ass – Badfinger
- Band On The Run – Paul McCartney and Wings
- Berlin – Lou Reed
- Better Days – Paul Butterfield's Better Days
- Billion Dollar Babies – Alice Cooper
- Birds of Fire – Mahavishnu Orchestra
- Boulders – Roy Wood
- Brain Salad Surgery – Emerson, Lake & Palmer
- Brothers and Sisters – The Allman Brothers Band
- Burnin' – Bob Marley & the Wailers
- Canto Por Travesura – Víctor Jara
- Call Me – Al Green—
- Catch a Fire – Bob Marley & the Wailers
- Chicago6 – Chicago
- Chunky, Novi & Ernie – Chunky, Novi & Ernie
- Closing Time – Tom Waits
- Cosmic Wheels – Donovan
- Countdown to Ecstasy – Steely Dan
- The Dark Side of the Moon – Pink Floyd
- Desperado – Eagles
- Dion & The Belmonts Reunion – Dion DiMucci & the Belmonts
- Don't Shoot Me I'm Only the Piano Player – Elton John
- Double Diamond – If
- Dueling Banjos – Eric Weissberg and Steve Mandel
- Dylan – Bob Dylan
- ELO 2 – Electric Light Orchestra
- Essence to Essence – Donovan
- Felona e Sorona – Le Orme
- Flying Teapot – Gong
- For Everyman – Jackson Browne
- For Your Pleasure – Roxy Music
- Fresh – Sly & the Family Stone
- Future Days – Can
- Goats Head Soup – Rolling Stones
- Goodbye Yellow Brick Road – Elton John
- GP – Gram Parsons
- Greetings from Asbury Park, N.J. – Bruce Springsteen & the E–Street Band (debut)
- Hard Nose the Highway – Van Morrison
- Hello! – Status Quo
- Head Hunters – Herbie Hancock
- Holland – The Beach Boys
- Houses of the Holy – Led Zeppelin
- The Human Menagerie – Cockney Rebel
- Innervisions – Stevie Wonder
- It's Only a Movie – Family
- Julien – Dalida
- Killing Me Softly – Roberta Flack
- Larks' Tongues in Aspic – King Crimson
- Let's Get It On – Marvin Gaye
- Life in a Tin Can – The Bee Gees
- Live in Japan: Spring Tour 1973 – Donovan
- Living in the Material World – George Harrison
- Long Hard Climb – Helen Reddy
- Lucy & Carly – The Simon Sisters Sing For Children – The Simon Sisters(Lucy Simon & Carly Simon)
- Mama Was a Rock and Roll Singer Papa Used to Write All Her Songs – Sonny & Cher
- Mekanïk Destruktïw Kommandöh – Magma
- Mind Games – John Lennon
- Muscle of Love – Alice Cooper
- Never Turn Your Back on a Friend – Budgie
- New York Dolls – New York Dolls
- Newport Jazz Festival: Live at Carnegie Hall – Ella Fitzgerald
- Now and Then – Carpenters
- On the Third Day – Electric Light Orchestra
- Orleans – Orleans
- Over–Nite Sensation – Frank Zappa
- Paris 1919 – John Cale
- Pat Garrett & Billy The Kid (soundtrack) – Bob Dylan
- The Payback – James Brown
- Pin Ups – David Bowie
- Pronounced Leh–Nerd Skin–Nerd – Lynyrd Skynyrd
- Quadrophenia – The Who
- Queen – Queen (debut)
- Ragas – Ravi Shankar
- Rainbow – McGuinness Flint
- Raw Power – The Stooges
- Red Rose Speedway – Paul McCartney and Wings
- Ring Ring – ABBA
- Roll On Ruby – Lindisfarne
- Sabbath Bloody Sabbath – Black Sabbath
- Selling England by the Pound – Genesis (skupina)
- Sings In Italian For You – Dalida
- Slaughter's Big Rip Off – James Brown
- Stranded – Roxy Music
- Tales from Topographic Oceans – Yes
- Tanx – T.Rex
- Touch Me – Gary Glitter
- Yessongs – Yes
- The Captain and Me – The Doobie Brothers
- The Dark Side of the Moon – Pink Floyd
- The Faust Tapes – Faust
- The Harder They Come – Original Soundtrack(Reggae)
- The Morning After – Maureen McGovern
- The Six Wives of Henry VIII – Rick Wakeman
- The Wild, the Innocent & the E Street Shuffle – Bruce Springsteen & the E–Street Band
- There Goes Rhymin' Simon – Paul Simon
- They Only Come Out at Night – Edgar Winter Group
- Tres Hombres – ZZ Top
- Tubular Bells – Mike Oldfield
- We're an American Band – Grand Funk
- Welcome – Santana
- Who Do We Think We Are – Deep Purple
- Wishbone Four – Wishbone Ash
- Wizzard Brew – Wizzard
- Time Fades Away – Neil Young

## Hity
domácí
- „Kdepak ty ptáčku hnízdo máš“ – Karel Gott
- „Slzy tvý mámy“ – Olympic

zahraniční
- „Mind Games“ – John Lennon
- „Can the Can“ – Suzi Quatro
- „48 Crush“ – Suzi Quatro
- „Datona Damon“ – Suzi Quatro
- „The Last Song“ – Edward Bear
- „No more Mr. Nice Guy“ – Alice Cooper
- „Funky Stuff“ – Kool & The Gang
- „Oh Babe, What Would You Say“ – Harricane Smith
- „Feelin' Stronger Every Day“ – Chicago
- „Just You 'N' Me“ – Chicago
- „Frankenstein“ – Edgar Winter Group
- „The Free Electric Band“ – Albert Hammond
- „Get Down“ – Gilbert O'Sullivan
- „Ooo Baby“ – Gilbert O'Sullivan
- „Goodbye Yellow Brick Road“ – Elton John
- „Easy Action“ – T.Rex
- „20th Century Boy“ – T.Rex
- „The Groover“ – T.Rex
- „Gypsy Man“ – War
- „Half-Breed“ – Cher
- „A Hard Rain's a-Gonna Fall“ – Bryan Ferry
- „Heartbeat, It's a Lovebeat“ – DeFranco Family
- „Helen Wheels“ – Paul McCartney and Wings
- „My Love“ – Paul McCartney and Wings
- „Little Willy“ – The Sweet
- „Hello Hooray“ – Alice Cooper
- „Superstition“ – Stevie Wonder
- „Sing“ – Carpenters
- „Show Down“ – Electric Light Orchestra
- "Ain't No Woman" – The Four Tops
- "Hocus Pocus" – Focus
- "Kodachrome" – Paul Simon
- "Teenage Lament '74" – Alice Cooper
- "Tie a Yellow Ribbon Round the Ole Oak Tree" – Dawn featuring Tony Orlando
- "Time in a Bottle" – Jim Croce
- "That Lady, Pt. 1 & 2" – The Isley Brothers
- "Top of the World" – The Carpenters
- "Touch Me in the Morning" – Diana Ross
- "Trouble Man" – Marvin Gaye
- "We're an American Band" – Grand Funk Railroad
- "Whisky in the Jar" – Thin Lizzy
- "Why Me" – Kris Kristofferson
- "Wildflower" – Skylark